# Brian's Song (téléfilm)
Pour les articles homonymes, voir Brian's Song.
Brian's Song (Brian's Song) est un téléfilm américain réalisé par Buzz Kulik, sorti en 1971.

## Synopsis
Gale Sayers rejoint les Bears de Chicago, où il rencontre Brian Piccolo. Ils briguent le même poste dans l'équipe, et bien que Sayers soit noir et Piccolo blanc, ils deviennent amis et se soutiennent mutuellement, jusqu'à ce que Brian Piccolo meure d'un cancer foudroyant à 26 ans.

## Fiche technique
- Titre : Brian's Song
- Titre original : Brian's Song
- Réalisation : Buzz Kulik
- Scénario : William Blinn d'après le livre I Am Third de Gale Sayers et Al Silverman
- Production : Paul Junger Witt
- Musique : Michel Legrand
- Photographie : Joseph F. Biroc
- Montage : Bud S. Isaacs
- Décors : Frank Lombardo
- Pays d'origine : États-Unis
- Format : Couleurs - 1,33:1 - Mono - 35 mm
- Genre : Biographie
- Durée : 73 minutes
- Date de sortie : 30 novembre 1971

## Distribution
- James Caan : Brian Piccolo
- Billy Dee Williams : Gale Sayers
- Jack Warden : Coach George Halas
- Bernie Casey : J.C. Caroline
- Shelley Fabares : Joy Piccolo
- David Huddleston : Ed McCaskey
- Judy Pace : Linda Sayers
- Abe Gibron : lui-même
- Mario Machado : Reporter

## Autour du film
Un remake a été diffusé en 2001, sous le titre français La Ballade de Ryan, avec Sean Maher dans le rôle de Brian Piccolo et Mekhi Phifer dans celui de Gale Sayers

## Distinctions
Emmy Awards 1972 :
- Outstanding Performance by an Actor in a Supporting Role in Drama : Jack Warden
- Outstanding Single Program - Drama or Comedy : Paul Junger Witt
- Outstanding Writing Achievement in Drama - Adaptation : William Blinn

DGA Award 1972 :
- Outstanding Directorial Achievement in Movies for Television : Buzz Kulik, Eddie Saeta, Richard Learman

Peabody Award 1972 :
- William Blinn